# ソメイヨシノ

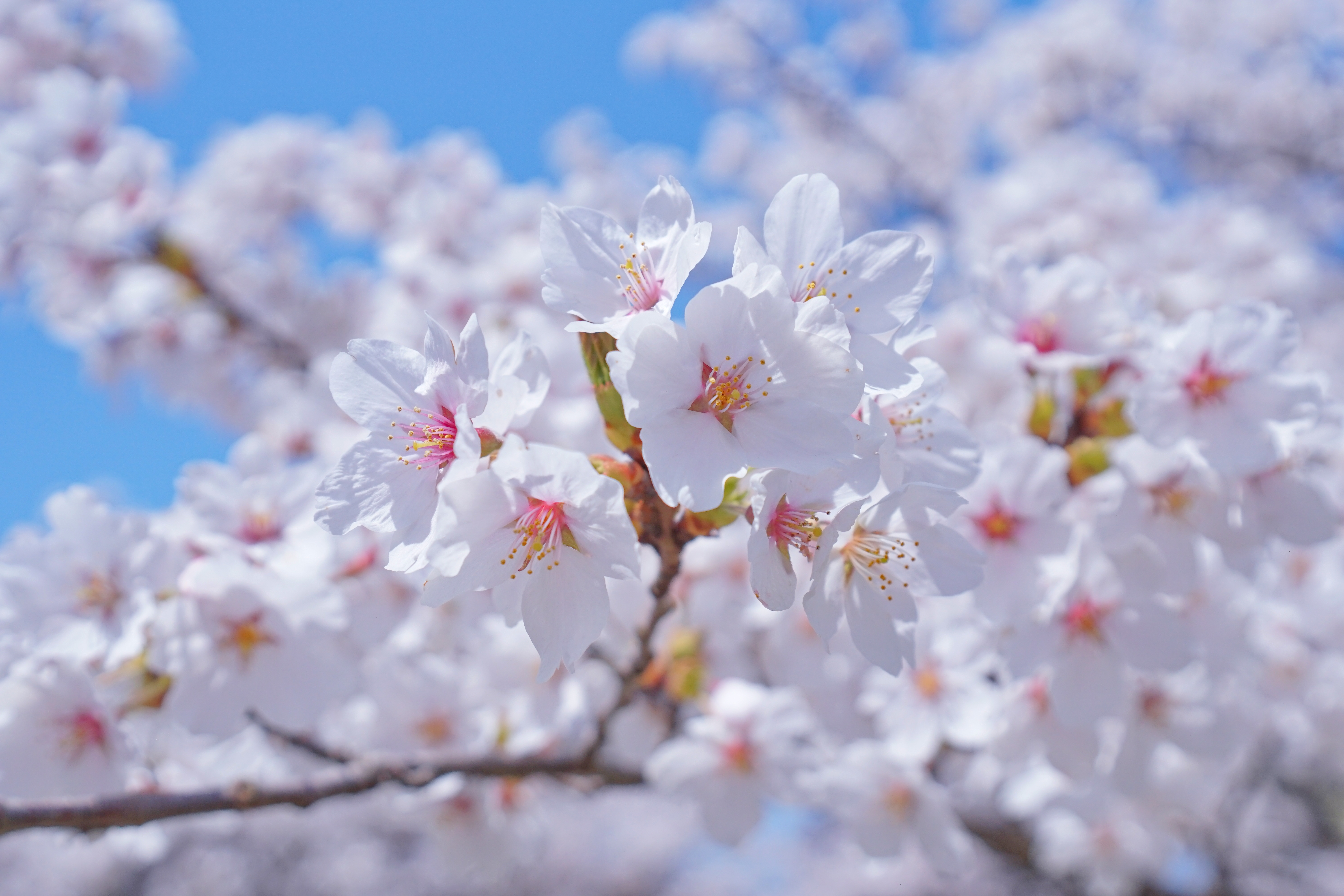
ソメイヨシノの花

ソメイヨシノ（染井吉野、学名: Cerasus × yedoensis ‘Somei-yoshino’）は、母をエドヒガン、父を日本固有種のオオシマザクラの雑種とする自然交雑もしくは人為的な交配で生まれた日本産の栽培品種のサクラ。遺伝子研究の結果、ソメイヨシノは、エドヒガンとオオシマザクラの雑種が交雑してできた単一の樹を始源とする栽培品種のクローンであることが、1995年に明らかにされた。
日本では、サクラは固有種を含んだ10もしくは11の基本の野生種を基に、これらの変種を合わせて100種以上の自生種がある。さらに古来から改良開発されてきた栽培品種が少なくとも200種以上あり、分類によっては600種以上、または800種とも言われる品種が確認されている。
これら多品種のサクラのうち、ソメイヨシノは江戸時代後期に開発され、昭和の高度経済成長期にかけて日本全国で圧倒的に多く植えられた。このため今日では気象庁が鹿児島県種子島から札幌までの各地のサクラの開花・満開を判断する「標本木」としているなど、現代の観賞用のサクラの代表種となっており、単に「サクラ」と言えばこの品種を指す事が多い。
なお、ソメイヨシノという表記は、一般的にはエドヒガンとオオシマザクラの種間雑種から生み出された特定の一つの栽培品種（本ページの主題）を指すが、便宜的にエドヒガンとオオシマザクラの種間雑種のサクラ全てを指している場合もある。その場合には、その2種による種間雑種の中から生み出された特定の一つの栽培品種（本ページの主題）については、漢字をシングルクォーテーションで囲んだ '染井吉野' と表記して、両者が混同されないように区別して表記されることが望ましい。（#名称参照）

## 名称

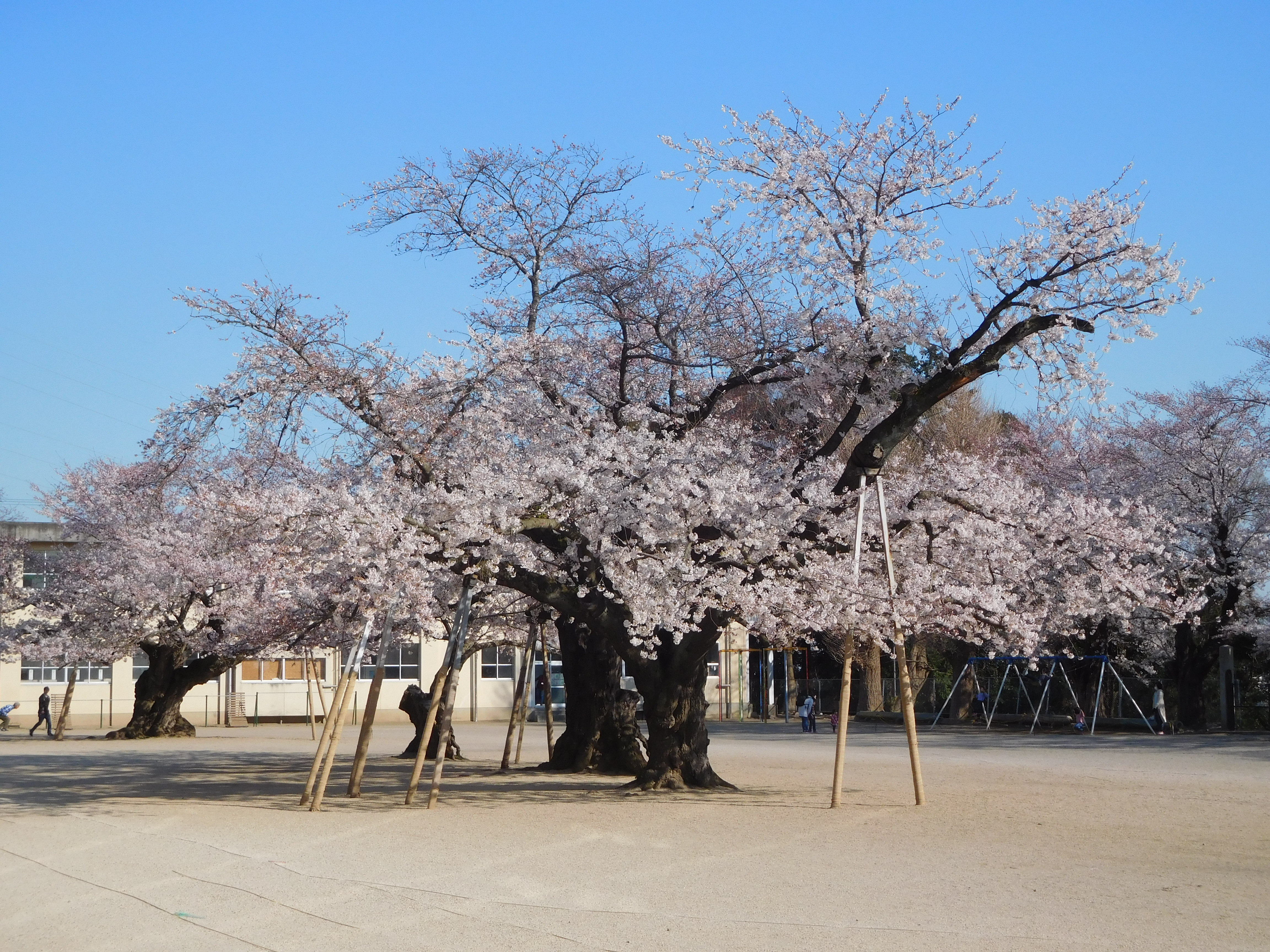
真鍋小学校のサクラ

### 分類による学名表記
ソメイヨシノに限らず、サクラの属名はスモモ属（Prunus）とする分類と、サクラ属（Cerasus）とするものがある。日本ではスモモ属（Prunus）のサクラ亜属 (subg. Cerasus) とするものが多かったが、1992年の大場秀章の論文をきっかけに近年は後者のサクラ属（Cerasus）が主流となっており、ロシアと中国も同様である。しかしCerasusとすることで決着した訳ではなく、西欧と北米では現在もPrunusに分類するのが主流であり、両方の分類が並存している。
栽培品種であるソメイヨシノの学名が栽培品種名の‘Somei-yoshino’の表記が無しで、単にC.（もしくは P.）× yedoensisと表記されることがある。しかしC.（もしくは P.）× yedoensisは、エドヒガンとオオシマザクラという違う分類学上の種が交わった種間雑種のサクラの全てを表す表記である（×は雑種を表す符号）。ソメイヨシノはエドヒガンとオオシマザクラの雑種が交雑して生まれたサクラの中から特徴のある特定の一本を選び抜いて接ぎ木で増やしていったクローンの栽培品種であるので、この2種による種間雑種の全てのサクラと区別するために、C.（もしくは P.）× yedoensisの後ろにシングルクォーテーションで囲った栽培品種名を表記しなければならず、正しい表記はC.（もしくは P.） × yedoensis ‘Somei-yoshino’である。同様にこの2種の種間雑種から作出された栽培品種であるアメリカ（米国名：Akebono）はC.（もしくは P.） × yedoensis ‘Akebono’と表記される。
またソメイヨシノは、エドヒガンとオオシマザクラの種間雑種を代表する栽培品種であるため、この2種による種間雑種の全てのサクラを表す学名C.（もしくは P.）× yedoensisを日本語で一言で表したい場合にも、カタカナで ソメイヨシノ と便宜的に表記される場合がある。ただしその場合には、この2種による種間雑種の全てのサクラと混同されないように、本ページの主題である栽培品種のソメイヨシノ（C.（もしくは P.）× yedoensis ‘Somei-yoshino’）については、漢字をシングルクォーテーションで囲んだ ’染井吉野’ と表記されることが望ましい。

### 命名の由来
和名ソメイヨシノの由来は、幕末のころに、江戸の染井村で植木職人らによって売り出され、全国に広がったことにちなむ。
江戸時代末期から明治初期に染井村（現在の東京都豊島区駒込・巣鴨付近）に集落を作っていた造園師や植木職人達によって育成された。初め、サクラの名所として古来名高く、西行法師の和歌にも度々詠まれた大和の吉野山（奈良県山岳部）にちなんで、「吉野」「吉野桜」として売られ、広まったが、藤野寄命による上野公園のサクラの調査によって、ヤマザクラとは異なる種のサクラであることが分かり（1900年）、この名称では吉野山に多いヤマザクラと混同される恐れがあった。このため、『日本園芸雑誌』において染井村の名を取り「染井吉野」と命名したという。翌年（1901年）、松村任三が学名「Prunus × yedoensis」（読み方はプルヌス・エドエンシス）と付けた。

## 特徴

### 外見的特徴と花期

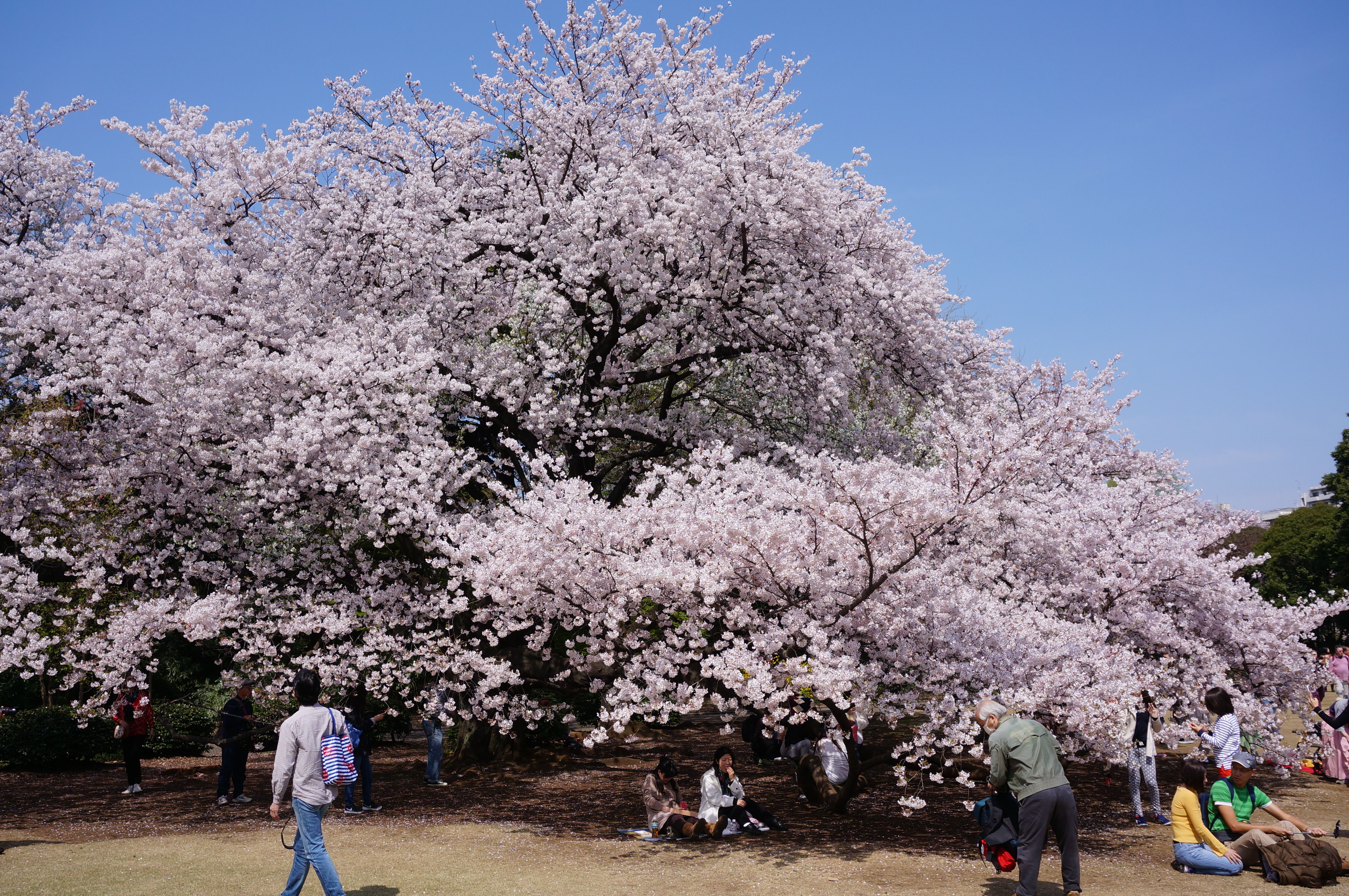
新宿御苑のソメイヨシノ

落葉広葉樹の高木。樹高はおおよそ10 - 15メートル (m)。樹形は横に大きく広がる傘状になる。老木になると太い幹が下からねじれるように横に広がる。樹皮は灰褐色で、皮目が横筋状に並ぶ。一年枝は灰褐色や紫褐色で、皮目が多く無毛、あるいは毛が残る。葉は互生。葉身は楕円形で葉縁には浅い重鋸歯がある。葉柄はまばらな毛が生えており、葉身との境目にイボのような蜜腺がある。秋に紅葉するが、砂地などでは夏ごろから中途半端に紅葉して早々と散ってしまうこともある。紅葉は濃い赤色から橙色に染まり、部分的に黄色が混じる葉も多い。
開花期は全体的には3 - 4月。国内では早い、九州・四国地方や東京で、3月下旬頃に咲き始める。花弁は5枚で葉が出る前に花が開き、満開から1週間足らずで散ってしまう。花色は蕾では萼等も含めて濃い赤に見えるが、咲き始めは淡紅色で、満開になると白色に近づく。原種の一方であるエドヒガン系統と同じく満開時には花だけが密生して樹体全体を覆うが、エドヒガンよりも花が大きく、派手である。エドヒガン系統の花が葉より先に咲く性質とオオシマザクラの大きくて整った花形を併せ持った品種である。萼片は先端が尖り、萼筒は紅色で壺のような形をして、毛が生えている。花柄にも毛がある。
ソメイヨシノ誕生以前に花見の主流だった野生種のヤマザクラより開花してから散るまでが速いと誤解されることも多いが、これはヤマザクラが野生種であり同地であっても花期に前後の幅があるのに対し、ソメイヨシノは栽培品種のクローンであり花期が同地では統一されていることから起きた誤解であり、単一の木で見れば、むしろソメイヨシノの方がヤマザクラより花期は長い。
果期は5 - 6月。実（サクランボ）は黒紫色でごく小さく、わずかに甘みもあるが、苦みと酸味が強いため、食用には向かない。また、他のサクラに比べて自家和合性が高く、単一ではほとんど結実しないが、他個体の花粉を人工授粉するとタネが採取できる。
冬芽は、枝先の頂芽と小枝に互生する側芽があり、濃い褐色の長卵形で、12 - 16枚ほどある多数の芽鱗に覆われて軟毛がある。はじめは葉芽と花芽の区別がはっきりしないが、1月ごろになると花芽のほうが卵形で丸みが出てくる。花芽の中には数個の花蕾が入っている。葉芽は紡錘形または長楕円形で先がやや尖る。葉痕は半円形で維管束痕が3個つく。

### 繁殖
森林総合研究所などによる遺伝子マーカーを用いた研究で、各地から収集されていたソメイヨシノが同一クローンであることが確認されるなどして、ソメイヨシノはクローンであることが判明しており（#遺伝子解析の結果）、各地にある樹は全て人の手で接ぎ木や挿し木で増やしたものである。ソメイヨシノは発根性に問題があり、挿し木より接ぎ木の方が繁殖の成功率が高いことから、接ぎ木を主流として増殖されたと考えられている。なお栽培品種においては、その特質を維持したまま効率よく増殖させるために接ぎ木などでクローン増殖させることは一般的なことであり、平安時代から行われてきたことである。
サクラなどのバラ科の多くのゲノム構成はヘテロ接合性が高く、自家不和合性が強く、自分の花粉では発芽能力のある種子ができないことが多い。よって遺伝子が同一であるソメイヨシノ同士では結実しても種子が発芽に至ることはまずないが、ソメイヨシノ以外のサクラとの間での交配は可能であり、実をつけその種子が発芽することもあり不稔性ではない。こうして誕生したサクラはソメイヨシノとは別品種になる。ソメイヨシノとその他の園芸品種や野生種の桜の実生子孫としては、ミズタマザクラやウスゲオオシマ、ショウワザクラ、ソメイニオイ、ソトオリヒメなど100種近くの品種が確認されている。このようなソメイヨシノの実生種から、ソメイヨシノに似て、より病害などに強い品種を作ろうという試みも存在する。

## 用途と人気

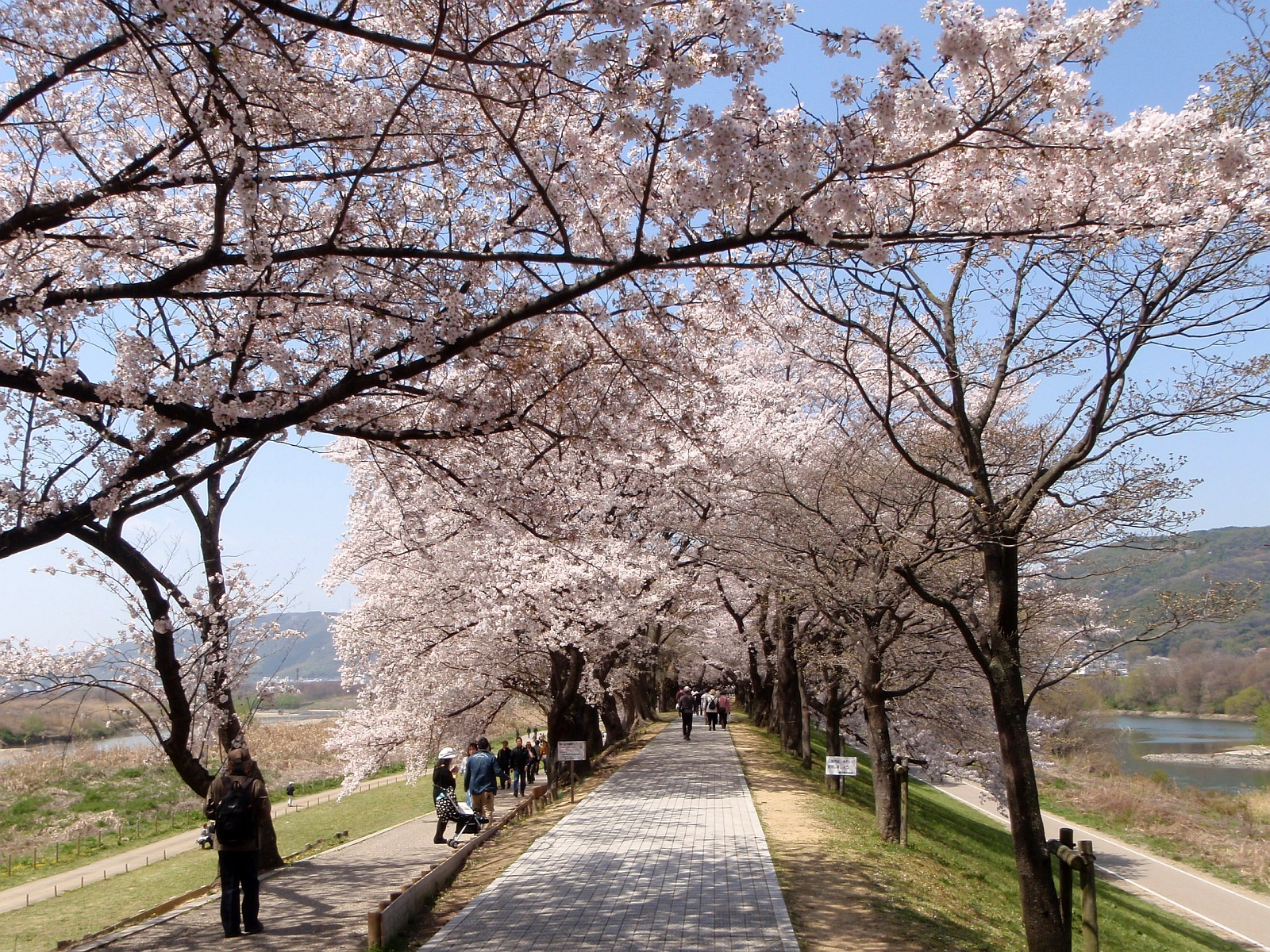
淀川河川公園 背割堤のソメイヨシノ並木

日本では、サクラの中でも最も多く植栽されている樹種であり、最も馴染みが深いサクラである。花の美しさや華やかさは抜き出て広く認められ、明治以降に花見の用途で他のサクラを圧倒する人気の品種であり、公園、河川敷、街路、学校、公共施設、寺院などに広く植栽されている。その起源がクローンのため全ての個体が同一に近い特徴を持ち、その数も非常に多いため「さくらの開花予想」（桜前線）に主に使われるのもソメイヨシノである。日本各地にはソメイヨシノが植えられた名所が多い。植栽の北限は、北海道の札幌市周辺地域といわれている。
接ぎ木などのクローンで増殖された栽培品種であるため環境特性が同じ同地では同時に開花し満開になること、母種のエドヒガンの特徴を受け継いでいるため葉より先に花が咲き大量に花が付くことで開花が華やかであること、父種のオオシマザクラの特徴を受け継いでいるため成長が速く若木から花を咲かし、なかでも桜の中では圧倒的に成長が速く大木になりやすいことなどを理由として、桜の名所を作るのに適した品種と認識され、明治以来徐々に広まり第二次世界大戦後に爆発的な勢いで各地に植樹され日本で最も一般的な桜となった。
ソメイヨシノは街中で他種より目にする機会が圧倒的に多い人気の品種であることから、以前からその起源についてとともに、ソメイヨシノ一種ばかりが植えられている現状やソメイヨシノばかりが桜として取り上げられる状態を憂慮する声もあるなど、愛桜家の間で論争の絶えなかった栽培品種である。（#起源について、#遺伝子汚染も参照）

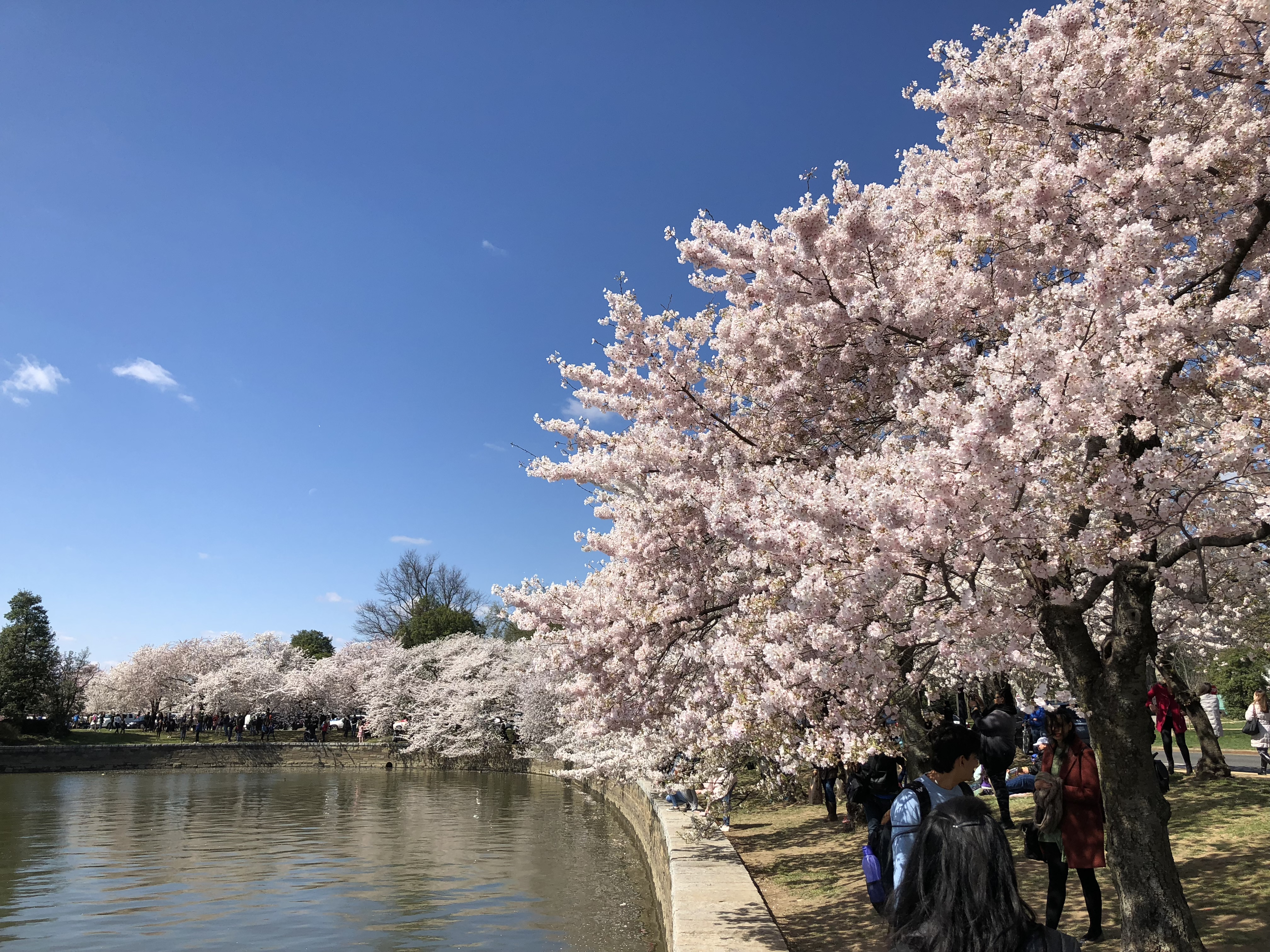
ワシントンD.C.・ポトマック川のタイダルベイスンのソメイヨシノ並木（全米桜祭り）

欧米には1902年にカンザン(‘関山’)と共に最初に渡っている。アメリカ、欧州、中国、韓国など世界各地に多くのソメイヨシノが寄贈されており、ワシントンのポトマック川のタイダルベイスンで毎年春に行われる全米桜祭りでのソメイヨシノが有名である。
さらに秋の紅葉も美しい種である。

### 文化
単純に花が美しいというだけではなく、花があっという間に散っていく様が日本人にとって仏教的な無常観に通じる儚さゆえに、一層美しいものと感じられている。文化的、宗教的、政治的にも大きな意味があり、ソメイヨシノに代表されるサクラの花は着物、便箋、瀬戸物、郵便切手、硬貨などにも描かれ、刺青の代表的なモチーフにもなっている。
日本ではソメイヨシノの開花が近づくと、ニュースは連日、桜前線の北上状況を詳細に解説するようになる。日本各地の桜祭りの記録もよく残されていて、近世の気候変動の記録に使われるほどである。4月上旬の小学校の入学シーズン中にソメイヨシノが満開になる地域も多く、入学の記憶を校庭に植えられたソメイヨシノの満開の景色と重ね合わせて持っている日本人も多い。校門や校庭に植えられた満開のソメイヨシノの下で撮られた入学記念写真も多く、新聞やテレビのニュースでもそうした場面が取り上げられることが多い。

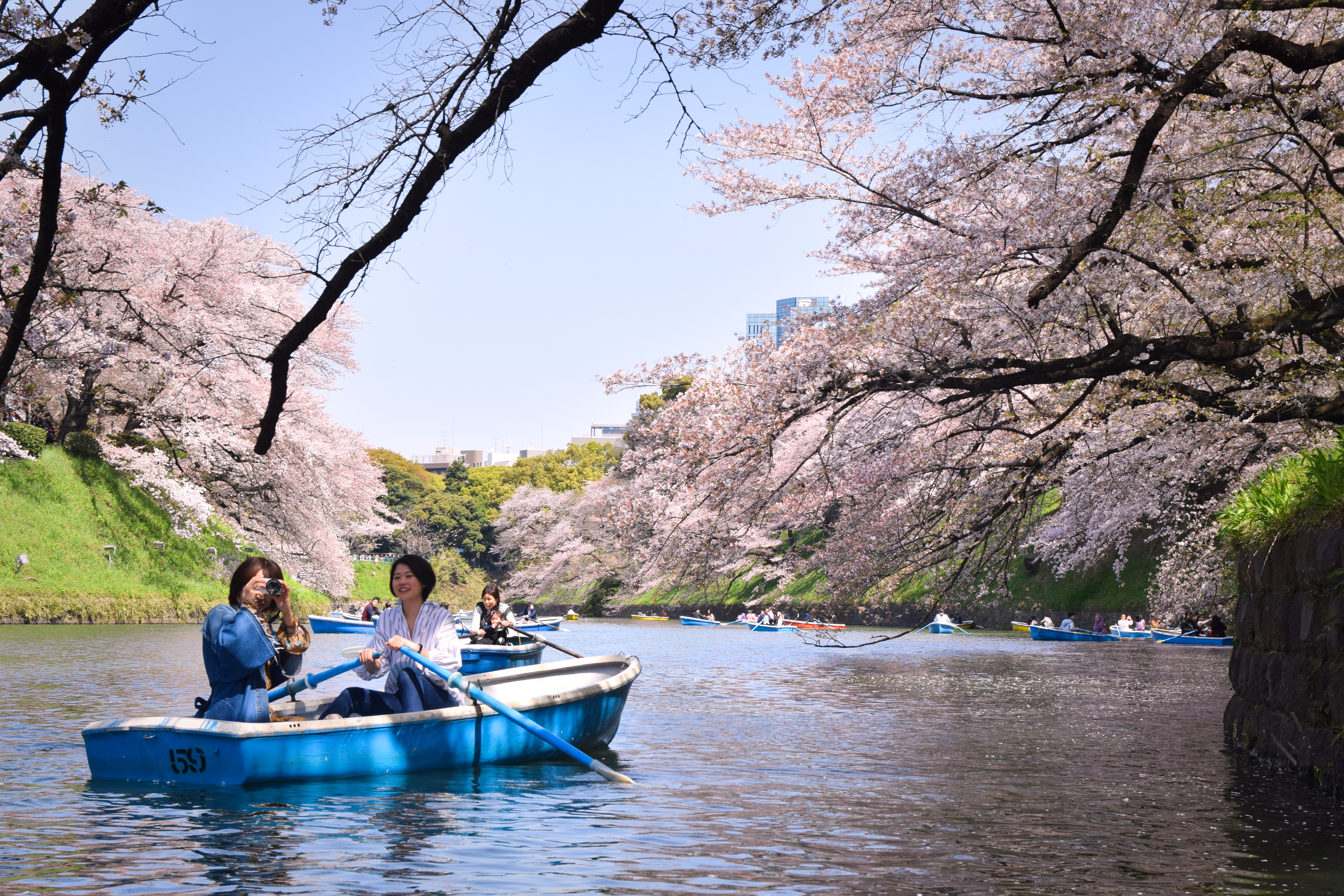
皇居・千鳥ヶ淵での春の一景

野外で花を眺めながら飲食する花見の時期になると、ソメイヨシノが植えられている都市公園では、家族連れや会社員、子供連れまで花見で賑わうようになる。3月末ごろの東京にある皇居のお堀では、ソメイヨシノの散った白い花びらが水面に浮かび、その中をカップルが乗る手こぎボートが航跡を描くといった光景も見られる。
歴史的に見て、かつて『万葉集』が編纂された時代から、日本で和歌で詠まれたり歌われた「サクラ」は、大部分はヤマザクラであったが、明治時代に入ってからはソメイヨシノに取って代わられたところが多い。

### 切手の図案
ソメイヨシノは、次のように普通切手・記念切手・ふるさと切手の図案となっている。
- 10円、普通切手、発行日1961年4月1日
- 50円、普通切手、発行日1980年10月1日
- 52円、普通切手、発行日2014年3月3日[50] 販売終了日2017年5月31日[51]
- 62円、普通切手、発行日2017年5月15日[51] 販売終了日2019年9月30日[52]
- 63円、普通切手、発行日2019年8月20日[52]
- 50円、記念切手、発行日1996年5月17日、国土緑化運動
- 80円、記念切手、発行日2008年1月23日、YOKOSO! jAPAN WEEKS 霊峰富士と四季の植物
- 62円、ふるさと切手、発行日1990年4月27日、47都道府県の花（東京都）
- 50円、ふるさと切手、発行日2009年2月2日、ふるさとの花（東京都）
- 80円、ふるさと切手、発行日2009年2月2日、ふるさとの花（東京都）

## 起源について

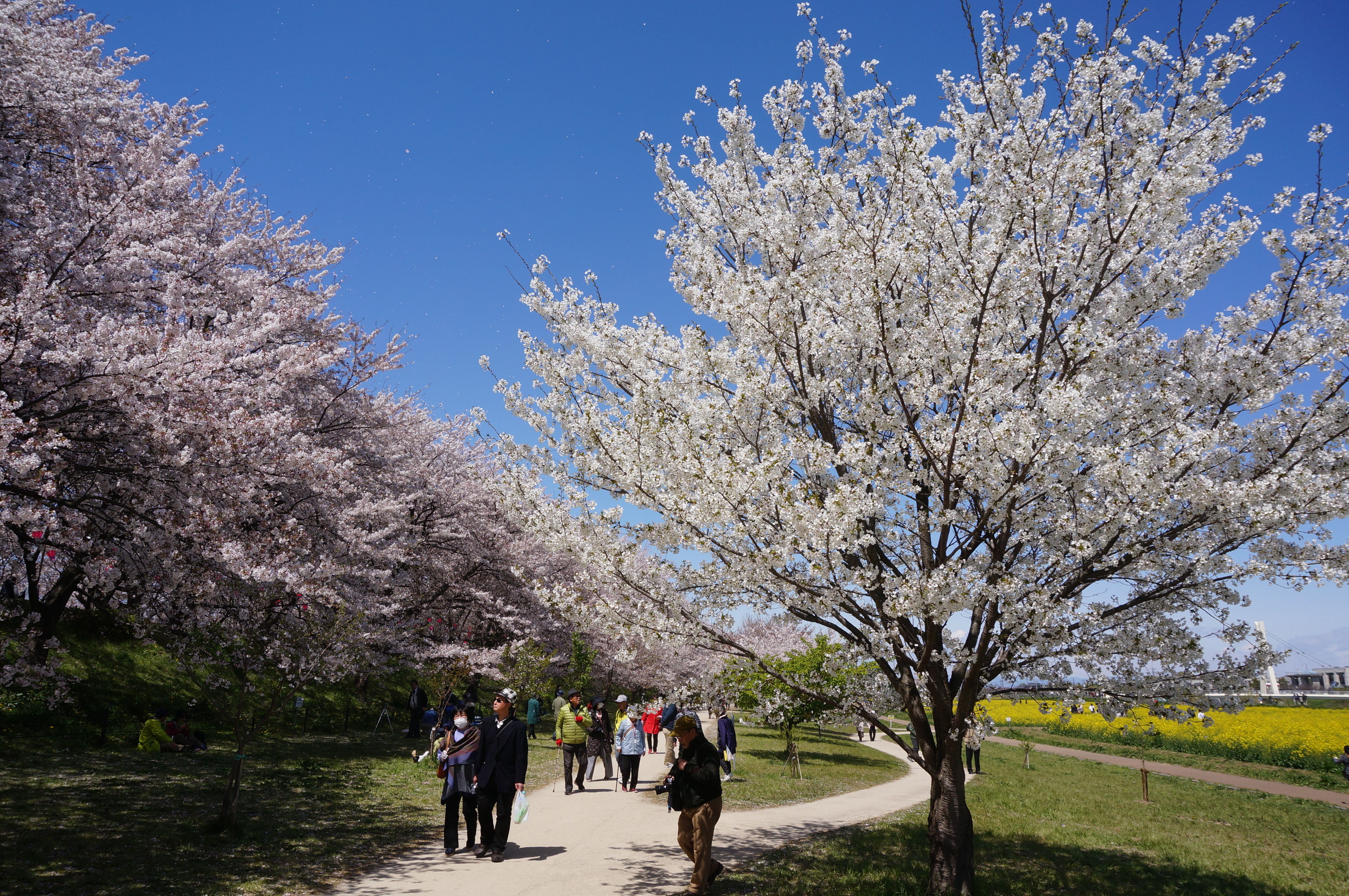
権現堂堤のソメイヨシノ（左）と父種のオオシマザクラ（右）。

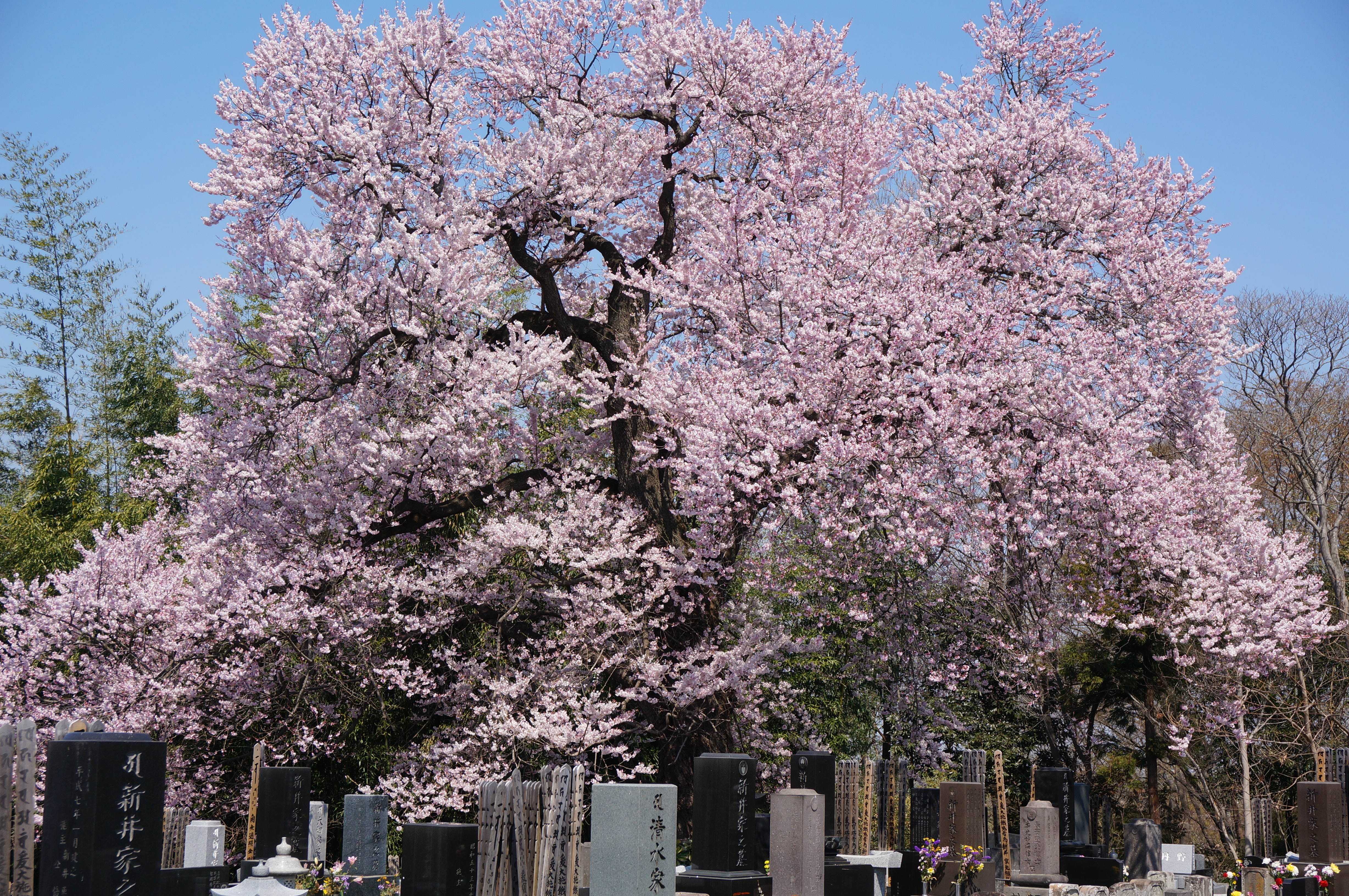
母種のエドヒガン

### 栽培品種
ソメイヨシノの起源を探るための様々な遺伝子研究により、ソメイヨシノはエドヒガンを母、日本固有種のオオシマザクラ（最新の研究成果によると、正確にはオオシマザクラとヤマザクラの交雑種）を父とする栽培品種のクローンであることが証明されている（#遺伝子解析の結果）。
ソメイヨシノは、江戸時代後期の江戸の染井村の植木屋が、ヤマザクラの名所として有名な「吉野の桜」のブランド名を借りて「吉野桜」として売り出して、明治時代に日本全国に広まった。「吉野桜」が文献にて確認できる古い例としては「小学中等科通常博物（下）、明治18年」があり、「種苗定価一覧、明治30年」において、吉野桜の苗木は1本3銭で売り出されている。一方、「吉野桜」の植樹に関する最も古い記載例として「隅田川叢誌、明治25年」における弘化年間（1844～1848年）の須崎の堤におけるものがあり、「東京近郊遊覧案内」によれば、須崎村の植木屋の宇田川孫兵衛によるものとしている。
当時の染井村は大名屋敷の日本庭園を管理する植木屋が集まる地区であり、庭園に植えるための多くの栽培品種が生み出された江戸の園芸の一大拠点であった。このため、最初のソメイヨシノは全国から集められたエドヒガンとオオシマザクラが染井村で自然交雑、もしくは人為的に交雑して誕生したか、各地から採取されたサクラ中にあったエドヒガンとオオシマザクラの雑種の1本で、花付きの良さと成長の速さにより優良個体と見なされ、植木家が接ぎ木、挿し木によって増やして（つまりクローン）全国に広まったことが定説となっている。ソメイヨシノの植樹の確認できる最古級の記録は、1775年に小石川植物園に、1873年（明治6年）に福島県郡山市の開成山に（現存せず）、1875年（明治8年）に小石川植物園に、1878年（明治11年）に開成山に、1882年（明治15年）に弘前城に植樹されたものがある。「吉野の桜」として売り出された経緯からヤマザクラと混同されることもあったが、1900年（明治33年）に藤野寄命が日本園芸雑誌に「染井吉野」の名前を発表し、翌1901年に松村任三が学名（Prunus yedonsis Matsum.）を発表し、ソメイヨシノの存在が植物学的に分類された。2019年時点で樹木医学会は、これらの最古級とされるソメイヨシノのうち、放射性炭素年代測定などの科学調査の結果から、1878年に植樹された開成山のものを現存する日本最古のソメイヨシノと認定した。

### 遺伝子解析の結果

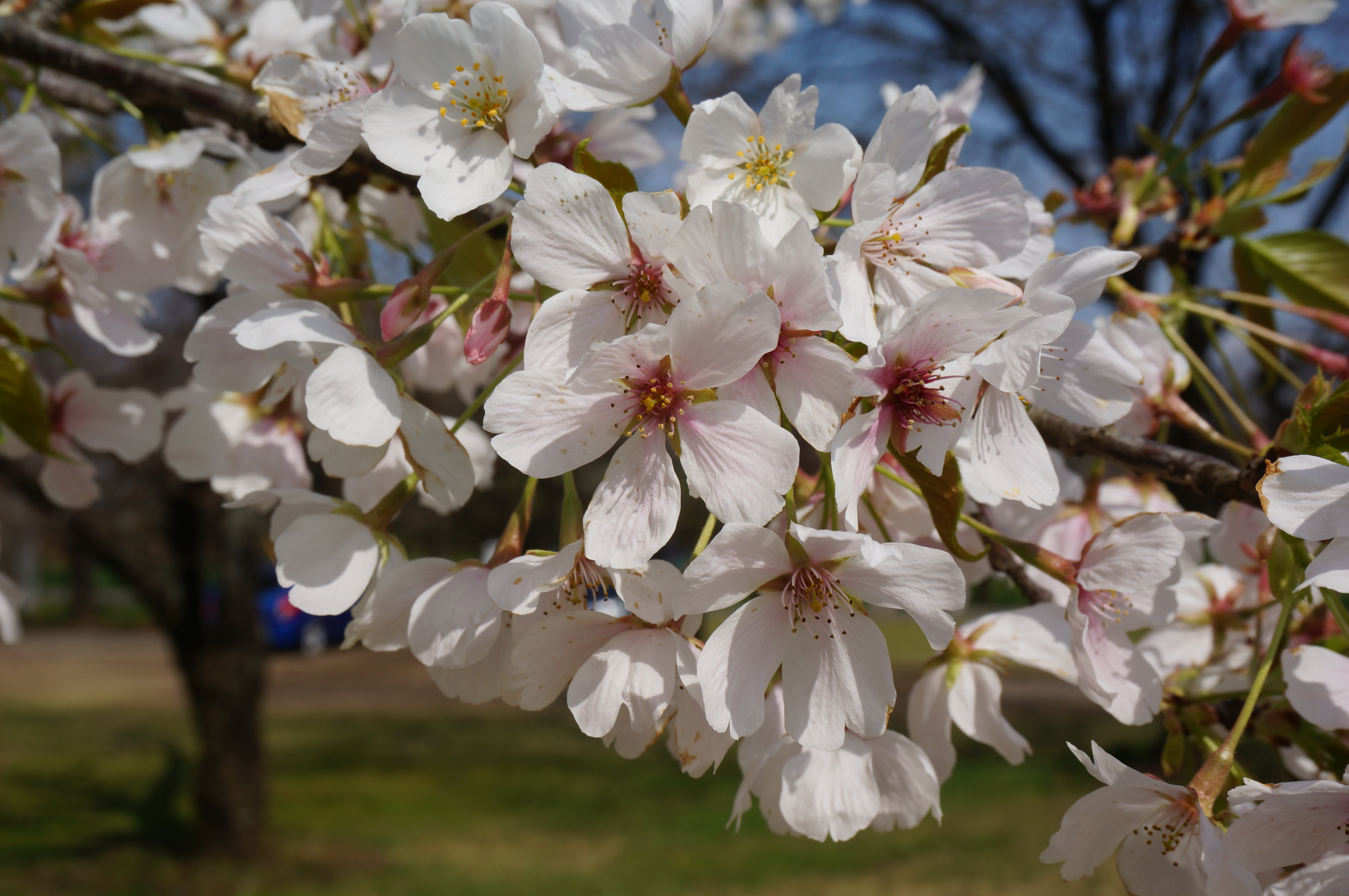
国立遺伝学研究所の竹中要が、ソメイヨシノの起源を探る研究の過程で生み出したミカドヨシノ（御帝吉野）。オオシマザクラにエドヒガンを交配したもので1957年に命名された。ソメイヨシノより花弁が大きく大輪。（日本花の会 結城農場・桜見本園にて）

以下にソメイヨシノの遺伝子解析の研究成果をあげる。
1995年にはDNAフィンガープリント法で遺伝子の解析が試みられ、ソメイヨシノがクローンであること、遺伝的にエドヒガンとオオシマザクラを親に持つことが明らかとなった。
2007年3月、千葉大学の中村郁郎・静岡大学の太田智などの研究グループは、ソメイヨシノが「コマツオトメのようなエドヒガン系品種を母親に、オオシマザクラを父親として起源したことを示唆している」と発表した。（関連論文）。
2012年に千葉大の研究チームは、北関東のエドヒガンがソメイヨシノの母親と推定され、コマツオトメはソメイヨシノの母親ではなく近縁にとどまることを園芸学会で発表した。これは、千葉大学園芸学部の国分尚准や安藤敏夫の研究チームが、江戸時代から生えているエドヒガン系の天然記念物級の古木を青森県から鹿児島県まで523本探して、新たに葉緑体DNAを解析したところ、ソメイヨシノのDNAと一致する古木が、群馬県で4本、栃木県、山梨県、長野県、兵庫県、徳島県の各県で1本ずつ見つかったことを受けてである。また国分は、各地から桜の苗が染井村の植木屋に集まりソメイヨシノができた可能性を話した。今後、細胞核DNAのS遺伝子等の解析も併せて総合的に判断することで、母親の起源が特定される可能性があるという。
2014年1月に首都大学東京の研究者らは、DNAフィンガープリント法より精度が高い核SSR（シンプル・シーケンス・リピート）法を利用したDNA解析によって、日本のサクラの栽培品種の起源を明らかにし、その中で、ソメイヨシノの交雑割合が、エドヒガン47%、オオシマザクラ37%、ヤマザクラ11%、その他5%であることを示した。
加藤の共同研究者である勝木俊雄（森林総合研究所）は、ソメイヨシノの起源として、ソメイヨシノの片方の親はエドヒガン、もう片方の親はオオシマザクラとヤマザクラが交雑したものではないかと推測している。つまり、ソメイヨシノ ＝ （オオシマザクラ×ヤマザクラ） × エドヒガンとの推測である。なお、オオシマザクラとヤマザクラの交雑種は人里でよく見られるので、ソメイヨシノは全くの自然から生まれたものではないとも推測している。
2017年1月には森林総合研究所と岡山理科大学の共同研究により、改めてソメイヨシノ等の4種の種間雑種のサクラの遺伝情報と学名が整理され、エドヒガンとオオシマザクラを親とするソメイヨシノは、エドヒガンとオオヤマザクラを親とする王桜（エイシュウザクラ）とは異なる種であることが発表され（後述）、この詳細は2016年12月にTaxon誌でオンライン公開された。さらに、2017年に森林総合研究所と岐阜大学の共同研究によりソメイヨシノは1回の種間交雑による雑種では無く、より複雑な交雑に由来するとの説が発表された。
2019年4月1日、かずさDNA研究所、島根大学、京都府立大学が共同でソメイヨシノのゲノム情報（全遺伝情報）の解読を完了したことを発表し、通説通りソメイヨシノはエドヒガンとオオシマザクラを祖先に持つことが判明した。またこの祖先の2種は552万年前に異種に分かれ、百数十年前に交雑してソメイヨシノが誕生したと考えられるという。

### 異説

#### 王桜起源説
鎮海の桜に見られるように、韓国には日本統治中にソメイヨシノが導入されたが、韓国ではソメイヨシノは韓国固有種の王桜（エイシュウザクラ）であるとする韓国起源説がしばしば主張される。しかし様々な遺伝子解析によって、ソメイヨシノの片親は日本固有種のオオシマザクラであり、ソメイヨシノと王桜は遺伝的に異なることが明らかにされている。

#### 伊豆半島における自然発生説
1916年、屋久島のウィルソン株にその名を残すアメリカのアーネスト・ヘンリー・ウィルソンによって、ソメイヨシノはオオシマザクラとエドヒガンの自然交雑による雑種であるという説が唱えられた。その後、国立遺伝学研究所の竹中要の交配実験により、オオシマザクラとエドヒガンの交雑種の中からソメイヨシノおよびソメイヨシノに近似の亜種「イズヨシノ」が得られることが分かり、1965年に発表された。この発表によって自然交雑説の研究が行われ、この立場をとる場合、オオシマザクラとエドヒガンは伊豆半島に多く自生することから、伊豆半島付近で発生したとする伊豆半島発生説が唱えられた。一方で、岩崎文雄は、自身の伊豆半島における調査により、オオシマザクラとエドヒガンの分布域には差異があり伊豆半島で自然交雑によって生まれた可能性を否定的しているが、現実には伊豆半島の船原峠周辺にオオシマザクラとエドヒガンの自然雑種であると考えられる個体が発見されており、この個体とそれから生み出された栽培品種はフナバラヨシノ（船原吉野）としてしられている。
現在、ソメイヨシノが染井村から日本全国に、そして世界中に広がったことは確認されているが、ソメイヨシノの最初の一本がどこで生まれたかは確定していない。

#### 独立種説
20世紀初頭、アメリカの植物学者アーネスト・ヘンリー・ウィルソンは、ソメイヨシノはオオシマザクラとエドヒガンの雑種ではなく独立した種であるとの説を唱えていた。この説を実験的に検証するため竹中要博士が様々な交配を行ない、その中から広い意味で形質が基本的に「ソメイヨシノ」と差異のないイズヨシノを生み出した。これが、ソメイヨシノの起源探究の原点にもなっている。現在、ソメイヨシノはオオシマザクラとエドヒガンのサクラの交雑種であることが確実となっており、ウィルソンの、この別説が唱えられることはない。

## 健康と寿命

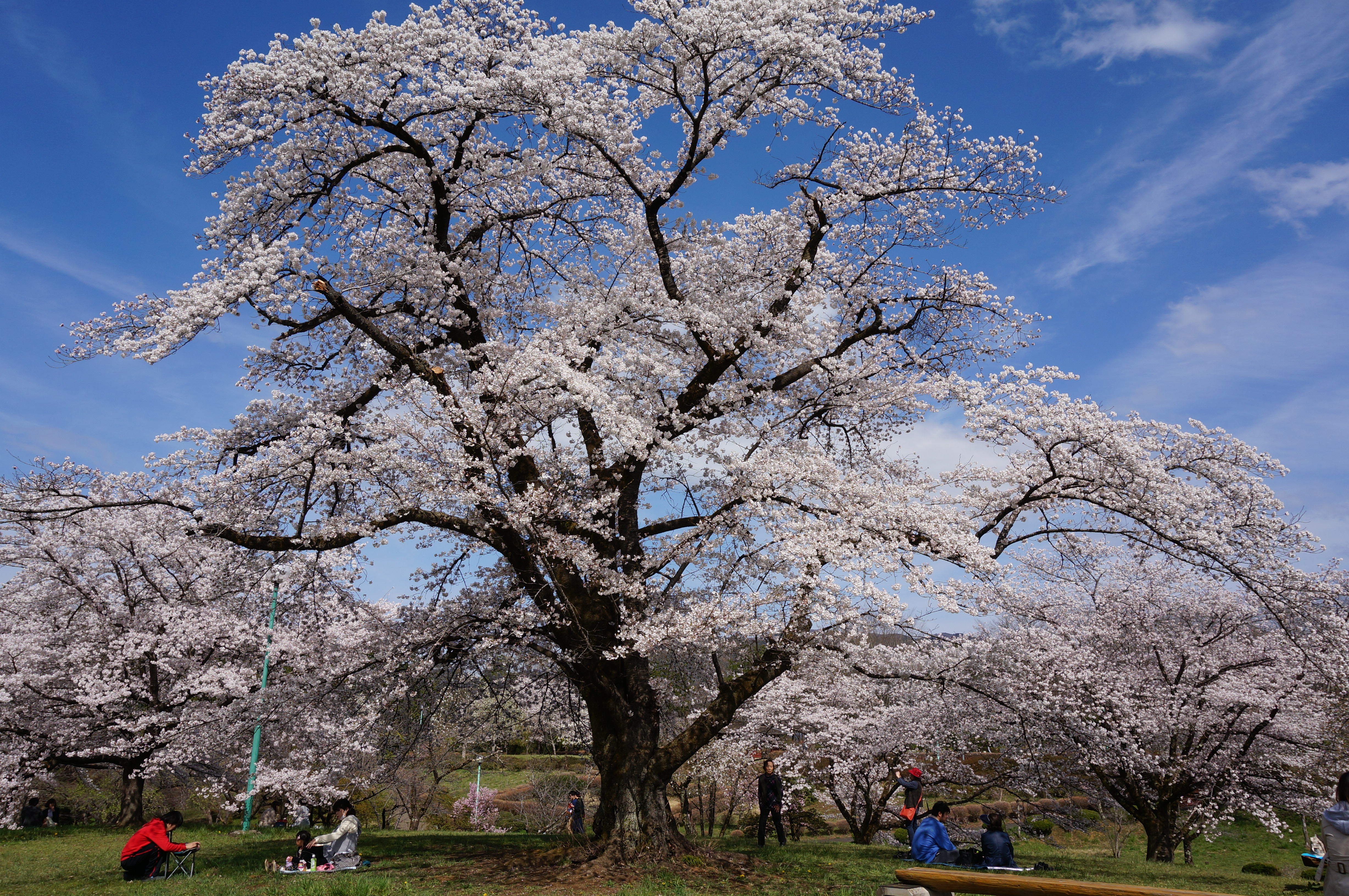
羊山公園のソメイヨシノ

ソメイヨシノなどの桜が植栽された、いわゆる「花見の名所」とされる場所は、植栽後は、剪定などの管理が行き届かずに放置されて、害を受けているところも多いのも実情である。
サクラに存在する生物学的弱点はソメイヨシノにも同様である。ただし他の多くの栽培品種のサクラと同じく全個体が単一クローンであるため、突然変異以外に新しい耐性を獲得する可能性はない。またソメイヨシノは都市部の街路樹などに人為的に大量に集中的に植樹されていることが、より病害を広げ環境の悪影響を受ける要因となっているため、その点を本項目に記す。

### 菌類による病気
他のサクラよりてんぐ巣病（てんぐすびょう）に弱い。サクラてんぐ巣病は子嚢菌に属するタフリナ属の1種 Taphrina wiesneri の感染により起こる病気で、その上部では小枝が密生していわゆる「天狗の巣」を作る。さらに、開花時には小さい葉が開くので目障りとなったり、罹病部位は数年で枯死したりといった被害を与える。病除法としては、罹病した病枝は専門家に切り取ってもらうなどの措置に限られる。
また、コフキサルノコシカケなどの白色腐朽菌類が繁殖し、罹病した病木を切り取らなければならないケースが急増しており、特に、公園や街路樹として植えられている木が深刻な状況に陥っている。こうした症状は外からではわからないため、特別な機械を使わないと診断できない。京都府立植物園では2006年頃から衰弱するソメイヨシノが増え、調査のため、京都府立大学の共同研究員らと弱った木を掘り起こし調査したところ、「ナラタケモドキ」の白い菌糸が根を覆っていた。専門家は対策や観察の強化を呼びかけている。

### 害虫による食害
2012年（平成24年）に初めて中国や朝鮮半島由来の外来種のクビアカツヤカミキリによるサクラの食害が報告されて以来、日本各地で被害報告が相次いでいる。その被害の深刻さから、2018年（平成30年）1月にクビアカツヤカミキリが環境省より特定外来生物に指定された。このカミキリはサクラに穴をあけて卵を産み付けるが、その幼虫が大量発生して木の内部を食い散らかす事態が相次いでおり、特に大量に植樹されているソメイヨシノの被害が著しく、回復不能なダメージを受けて伐採される事例が相次いでいる。2017年5月にはクビアカツヤカミキリに対応可能な住友化学の薬剤「ロビンフッド」の適用範囲がサクラにも拡大され、対応策の一例となっている。また埼玉県環境科学国際センターではサクラへ寄生するクビアカツヤカミキリ対策として、薬剤注入やネットによる成虫の拡散防止などの方法を広く公開している。

### 植樹環境による光・水・養分の不足
ソメイヨシノは都市部に街路樹として植えられている場合が多いが、これがソメイヨシノの健康に悪影響を与え樹勢を削ぐことが多い。街路樹では新たな建物の建設や隣のサクラの成長により陰となってしまい十分な光が得られなくなる場合があるほか、根の近くまで舗装されていることで根への酸素と水と有機物の供給が滞りソメイヨシノの健康を害している。特に健全な土壌である程度生育してから再開発などで突然根の近くまで舗装されると、根が死んでいき生育した上部に必要な分だけの十分な酸素と水と養分が供給できなくなり、大きく健康を害する。また排気ガスに晒されることで健康に悪影響を与える可能性が指摘されている。花見に一番使われる木であることも病気の遠因といえ、根に近い土壌を過剰に踏みしめられることで舗装したのと同じような悪影響を与え、花見客に枝を折られたりすることも健康に悪影響を与えると推測される。
ソメイヨシノに限らず、樹木はまわりの樹木との競合により、根が一定量を超えることができなくなると、樹木はできるだけ生長に勢いがある、下から出た若い枝に優先的に栄養分を配分するようになる。そうすると、樹木側の生き残り戦略のために、上の方から枝が枯れ始める。この進行を防止する策として、樹木側が残したいとする強い枝を剪定し、上方の古い枝にも最低限の養分が配分されるようにする必要がある。

### 地球温暖化
地球温暖化が進行すれば、将来的に九州南西部ではソメイヨシノの生育が不可能になる可能性が指摘されている。サクラの健全な成長と開花には冬季の低温刺激による休眠解除（休眠打破）が重要であり、5℃程度まで下がるのが望ましく低温時間の積算が重要と考えられているが、温暖化により冬季の気温が上昇して、九州南西部では十分な低温刺激が得られなくなる見込みからである。2010年代後半時点での日本におけるソメイヨシノが健全に生育できる南限は、低地では鹿児島県の屋久島や種子島、高地では鹿児島県の奄美大島であるが、既に現地のソメイヨシノでは開花異常が観測されている。なお温暖化すれば生育可能な地域では温暖化に比例して開花期が早まるという誤解があるが、冬の低温刺激が減ることは開花期が遅れる一つの要因となり、単純に温暖化に比例して開花期が早まるというわけではなく低温刺激の要素と全体の温暖化の要素のバランスで開花期が決まる。

### 寿命
大径になる木は理論上は寿命がないと考えられており、ヤマザクラやエドヒガンでは数百年、稀に千年以上の古木になることもある一方で、江戸時代に誕生したソメイヨシノは、野生種に比べて新しく誕生した種であることを割り引いても、高齢の木が少ない。老木の少なさの原因ははっきりしていないが、「ソメイヨシノは生長が早いので、その分老化も早い」という説があるほか、街路樹として多用されているソメイヨシノは、根の周辺まで舗装されていたり排気ガスなどで傷むことが多く、公園といった踏み荒らされやすい場所に植樹されているということが多いことも寿命を縮める原因となっているのではないかとの指摘がある。ソメイヨシノはクローンであるため、全ての株が同一に近い特性を持ち、病気や環境の変化に負ける場合には、多くの株が同じような影響を受け、植樹された時期が同時期ならば、同時期に樹勢の衰えを迎えると考えられている。一般的にソメイヨシノは植えてから20年から30年後に花付きの最盛期を迎え、その後は徐々に衰えていく傾向がある。21世紀に入り樹勢の衰えが目立つようになったため、戦後に大量に植えられた本種の寿命が到来しつつあると危惧されており、ソメイヨシノ60年寿命説が唱えられることもある。
一方、ソメイヨシノの老木が存在していることも事実である。現存するソメイヨシノのうち最も古いと言われる木はいくつかあり、小石川植物園に1775年に植えられたもの、小石川植物園に1875年ごろに植えられたもの、福島県の開成山公園に1878年に植えられたもの、青森県の弘前城（弘前公園）には1882年に植えられたものがあり、2019年時点で樹木医学会はこれらの最古級とされるソメイヨシノのうち、放射性炭素年代測定などの科学調査の結果から、1878年に植樹された開成山のものを現存する日本最古のソメイヨシノと認定した。多摩森林科学園の勝木俊雄はこれらをもってソメイヨシノ60年寿命説を否定している。また、神奈川県秦野市立南小学校には1892年に植樹された樹齢130年を超える2本の老木が存在し、東京都内の砧公園のソメイヨシノは1935年に植えられ、既に90年近くが経過している（2022年時点）。
他にも、桜の寿命については、世代交代が重要とする話もある。桜は古木になると幹の芯が劣化するが、樹皮の内側に水分を吸い上げるポンプの役割をする維管束があり、芯が腐っても木の命を支える。幹から徒長枝と呼ばれる若い枝が出ると、維管束と繋がり、分裂して不定根となる。腐った芯材は土壌のように生育基盤となって根を育てる。このようにして世代交代が上手くいったソメイヨシノは、累積樹齢が100年を超えるという。樹齢1000年とも言われる三春滝桜も、一木が成長した訳ではなく、何世代かの集合体だという。この世代交代の点でみれば、千葉県野田市慈光山能延寺金乗院にある「劫初の桜」（明治初年）は国内最古級のソメイヨシノになる。
青森県弘前市ではリンゴの剪定技術をソメイヨシノの剪定管理に応用するなどして樹勢回復に取り組んだ結果、多くのソメイヨシノの樹勢を回復することに成功している。ただし、紅葉・落葉直後にすぐ剪定することでC/N比（炭素/窒素比）を変えたり根回しや土壌交換による細根の発生をもたらすなど、管理に留意を要する。木が休眠している冬場、若い枝が育ちやすい箇所を選んで剪定を行い、切り口には墨汁を混ぜた殺菌剤を塗る。こうした工夫は「弘前方式」と呼ばれている。

## 遺伝子汚染
ソメイヨシノは極めて多く植えられているため、地域に自生する野生種のサクラと交雑してしまう遺伝子汚染が報告されている。これにより各地に自生する野生種の子孫の桜の花の形や耐候性、強健性などの性質が将来的に変わってしまう可能性があり、自生する野生種の保存の観点から、野生種の桜が自生する地域にソメイヨシノを植える際には、メジロやヒヨドリなどの鳥による花粉媒介の可能性を低くするために距離をとって植えるなど、注意が必要であるとされている
。この遺伝子汚染の問題はオオシマザクラの植樹でも懸念されている（参照）。

## 代替品種への植え替え

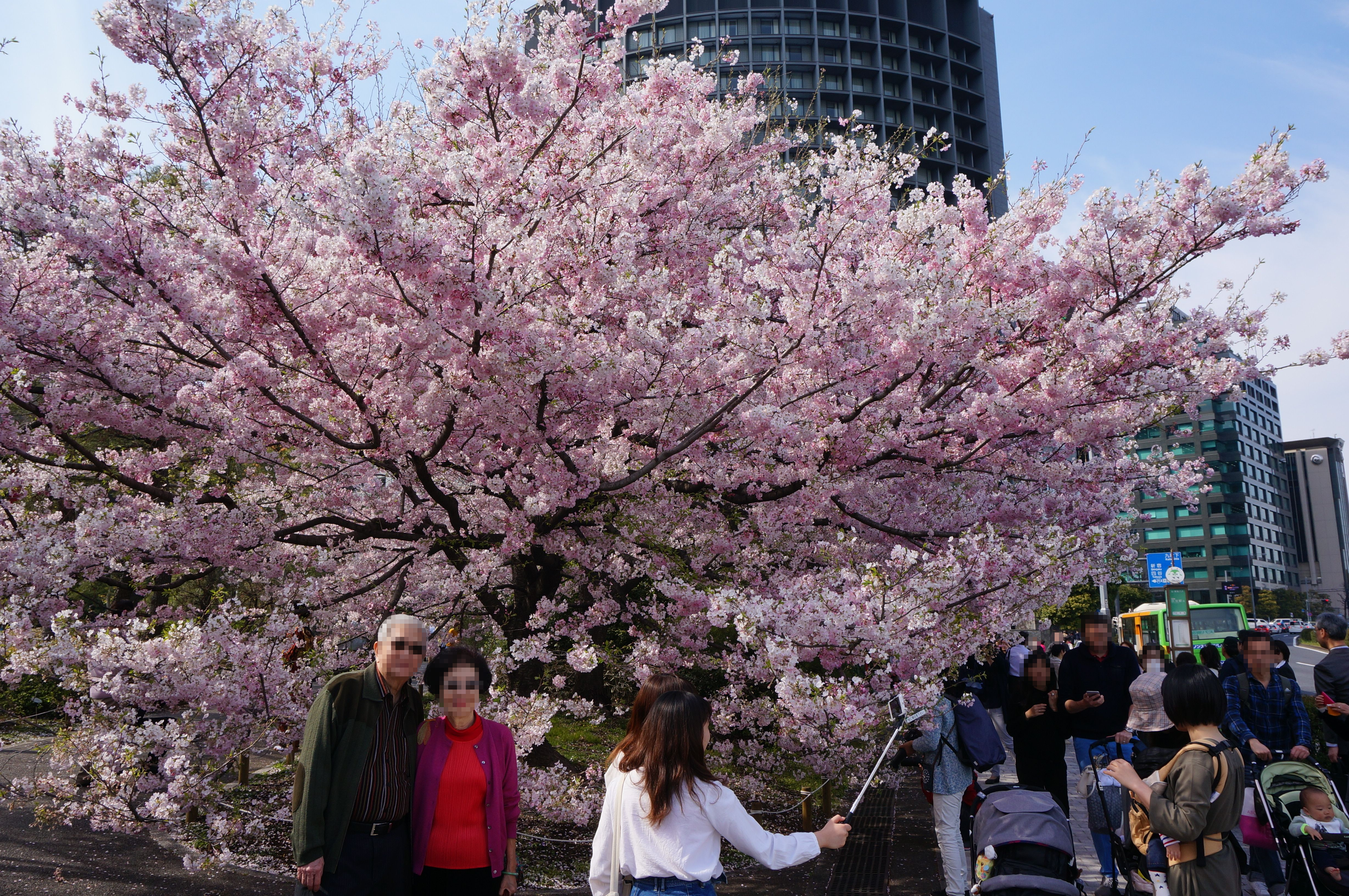
代替品種候補のひとつのジンダイアケボノ（国立劇場にて）

公益財団法人日本花の会は、桜の名所作りに適した品種として、樹勢が強健で鑑賞性が高い複数の品種を推奨して配布している。その対象は、2024年（令和6年）度はエドヒガン（向野）（富山県南砺市の選抜個体からの増殖）、タイリョウザクラ、ジンダイアケボノ、マイヒメ、ハナカガミ、イチヨウ、コウカ、カンザンの8品種である。またこれら8種に併せてカミヤマシダレザクラも桜の名所づくりに適した品種として量産していく方針である。
近世後期に誕生したソメイヨシノも、従来は配布対象品種として人気があり、日本花の会だけでも200万本以上の苗木を配布してきた。しかし上記のように（サクラ類）てんぐ巣病に弱いため、2005年（平成17年）度から苗木の配布を、2009年（平成21年）度からは販売も終了した。同会は桜の名所づくりの推奨品種として上記の通りいくつかの品種を列挙しているが、特にソメイヨシノから植え替えする場合の代替品種としては、花形や開花時期がソメイヨシノと類似している上に、サクラ類てんぐ巣病にも強い、ジンダイアケボノかコマツオトメへの植え替えを推奨している。
また、生長が早く大木になりやすいソメイヨシノは、根を浅く広く張るため、それに伴って街路や隣接敷地の舗装を変形させて破壊し、道路インフラの維持やバリアフリーの確保などの面で障害となるきらいがある。さらに樹形が横に広がる傘状のため、とくに狭い街路に街路樹として植えた場合は、歩行者・車道双方からの見通しの悪化や隣接区域への侵入を招くリスクもある。このように、現代の街づくりの観点でもデメリットが目立つようになったため、特に都市部では、植え替え時にはソメイヨシノよりも小型のジンダイアケボノが選好されやすくなっている。

## ギャラリー

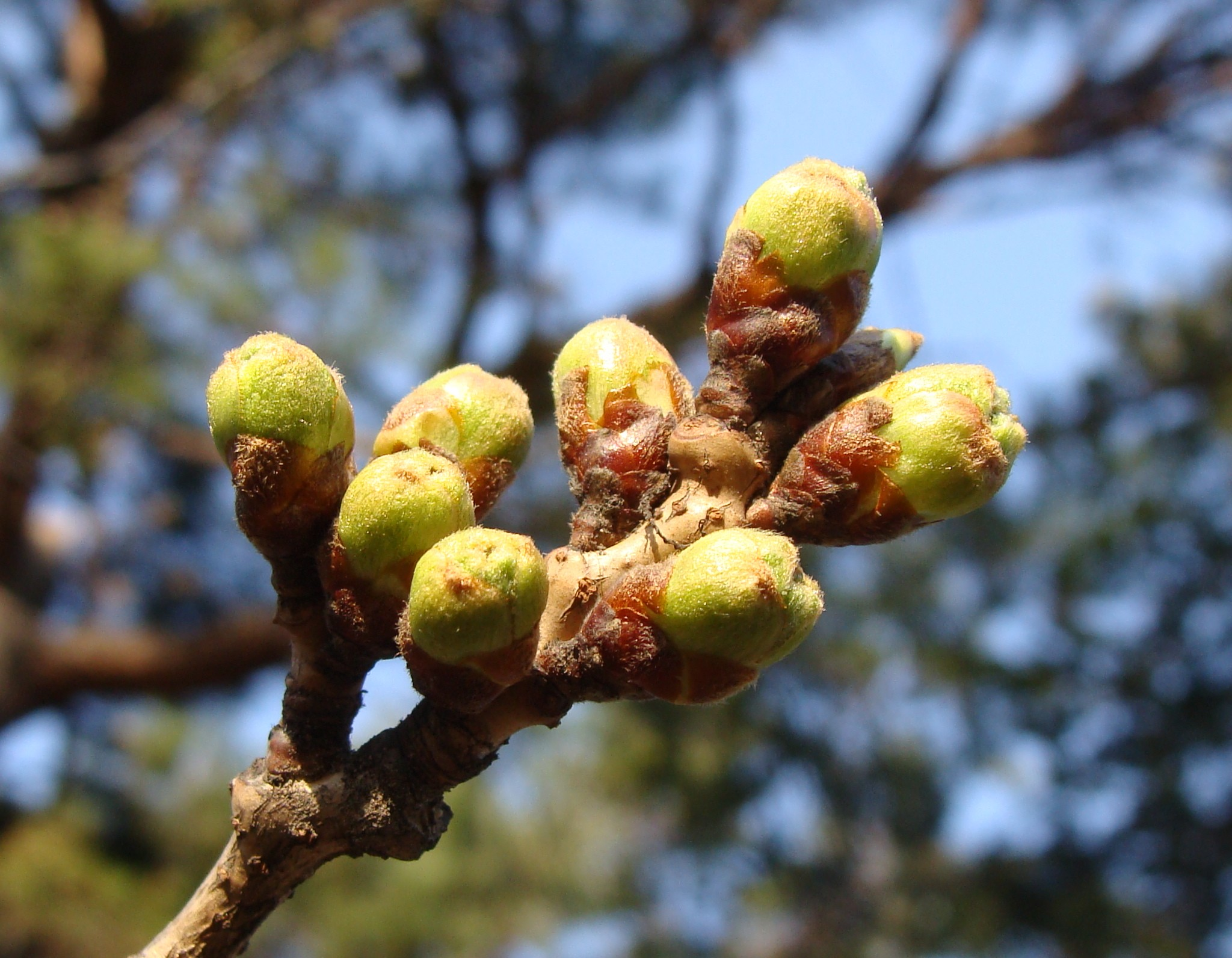
ソメイヨシノの花芽（右上に見える尖った芽は葉芽）
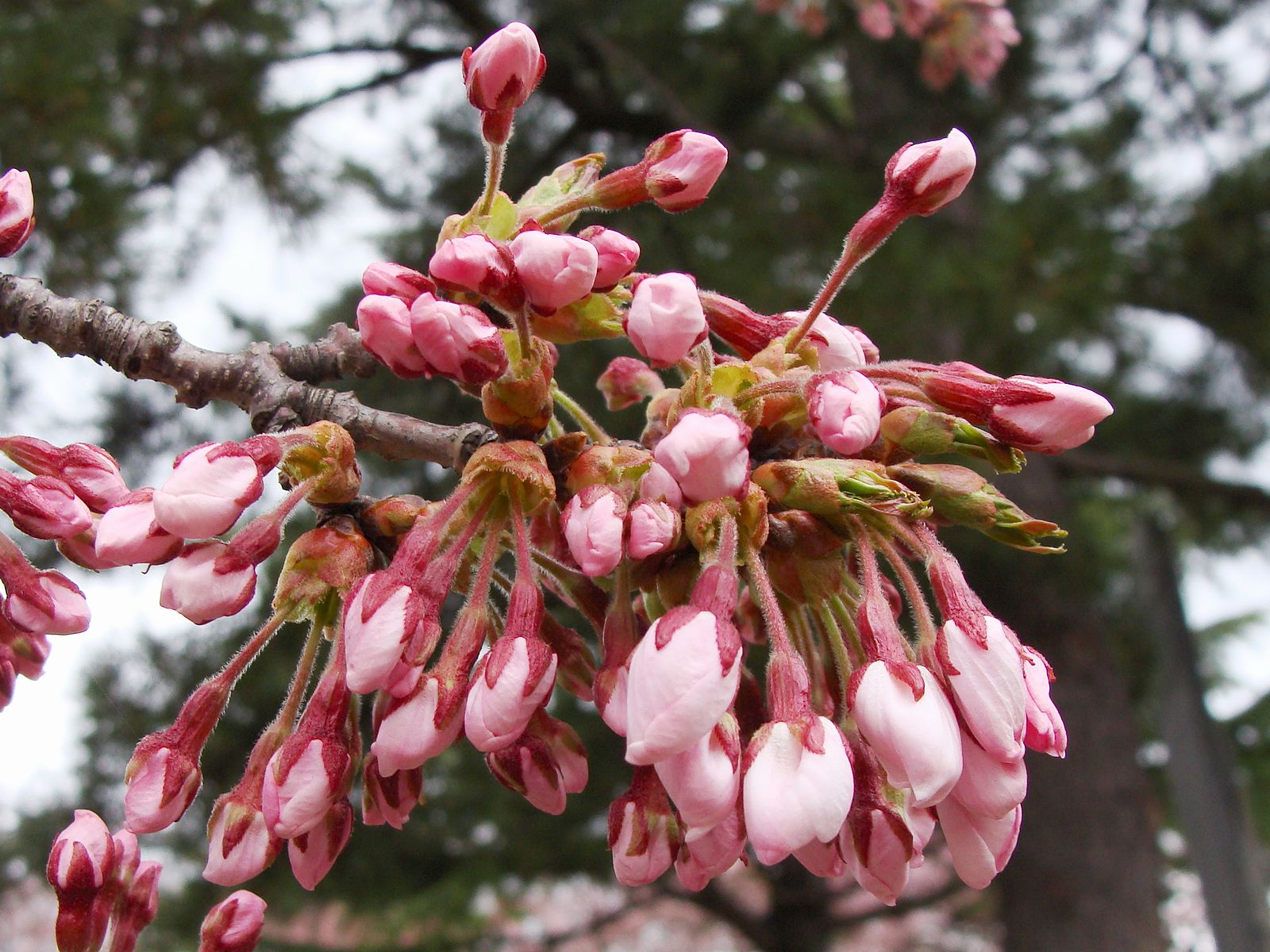
咲く直前
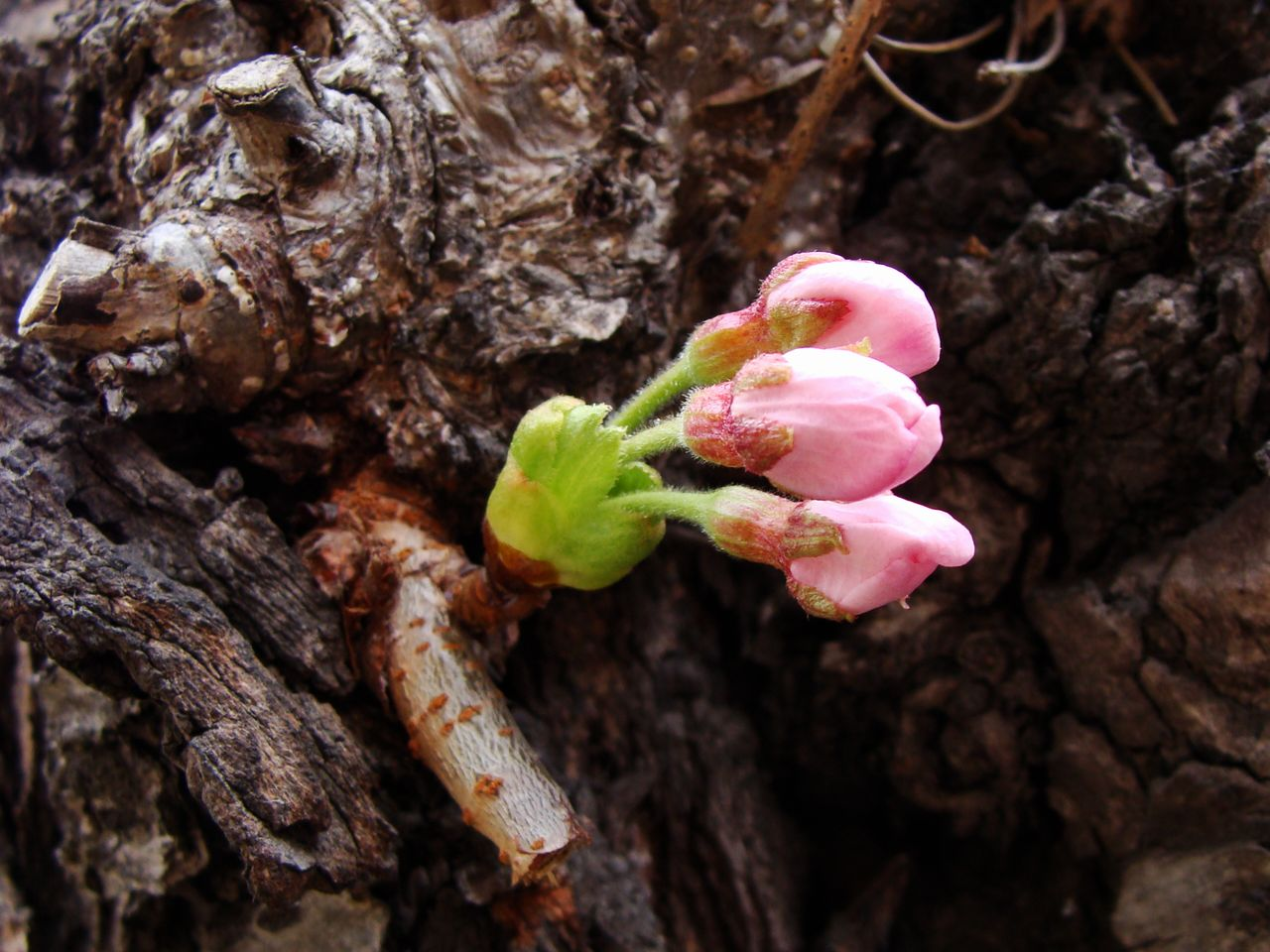
幹の途中から芽吹くソメイヨシノ
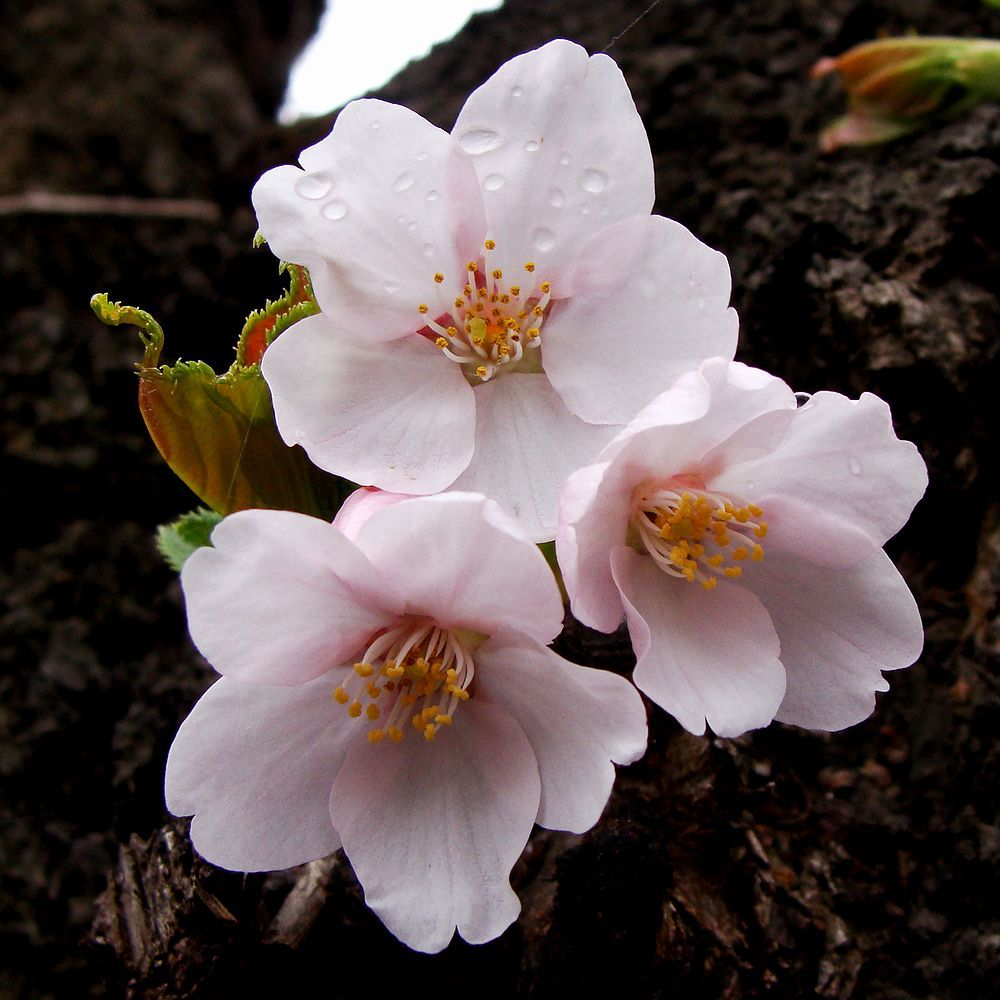
花の状態
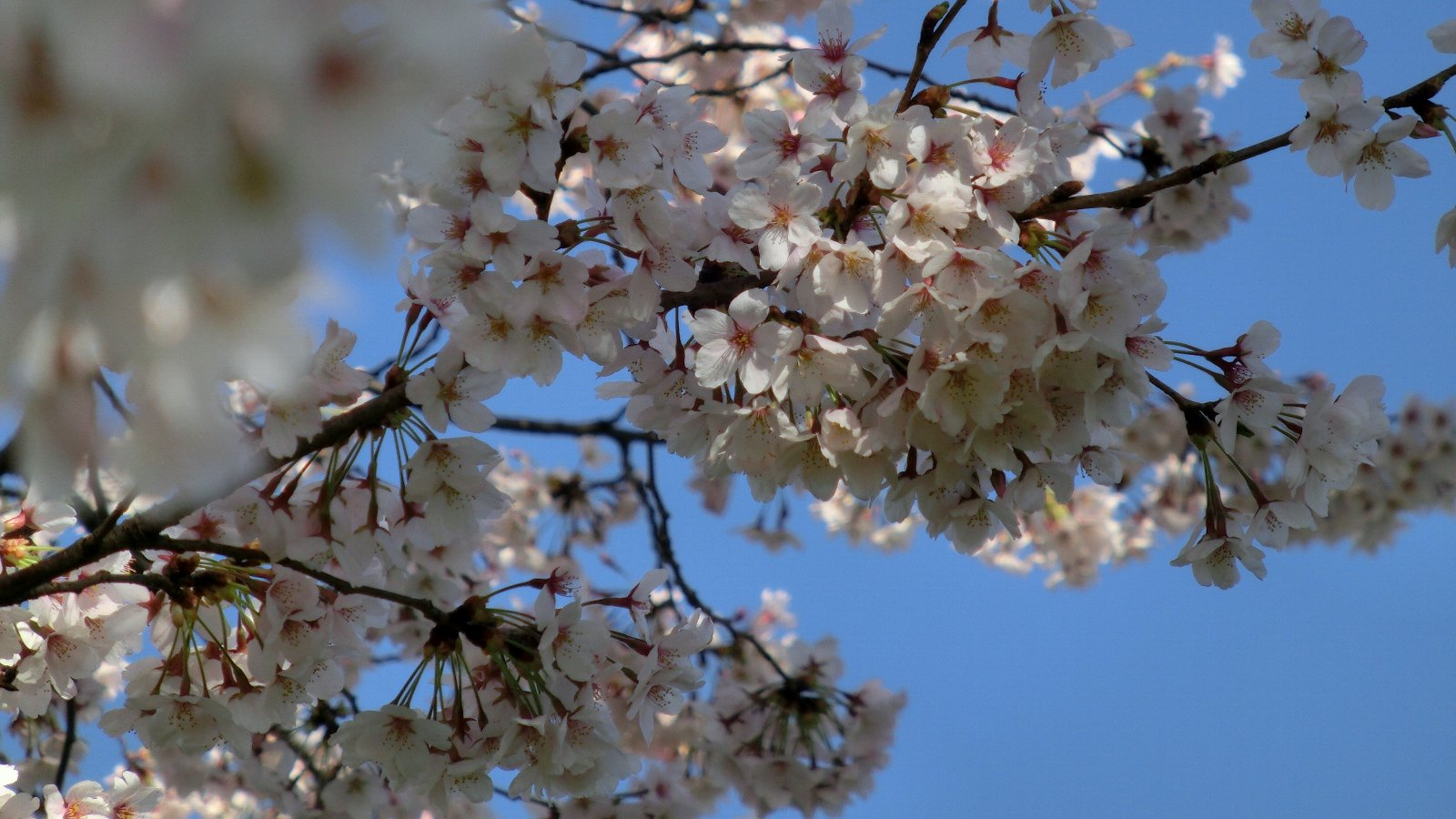
満開のソメイヨシノ
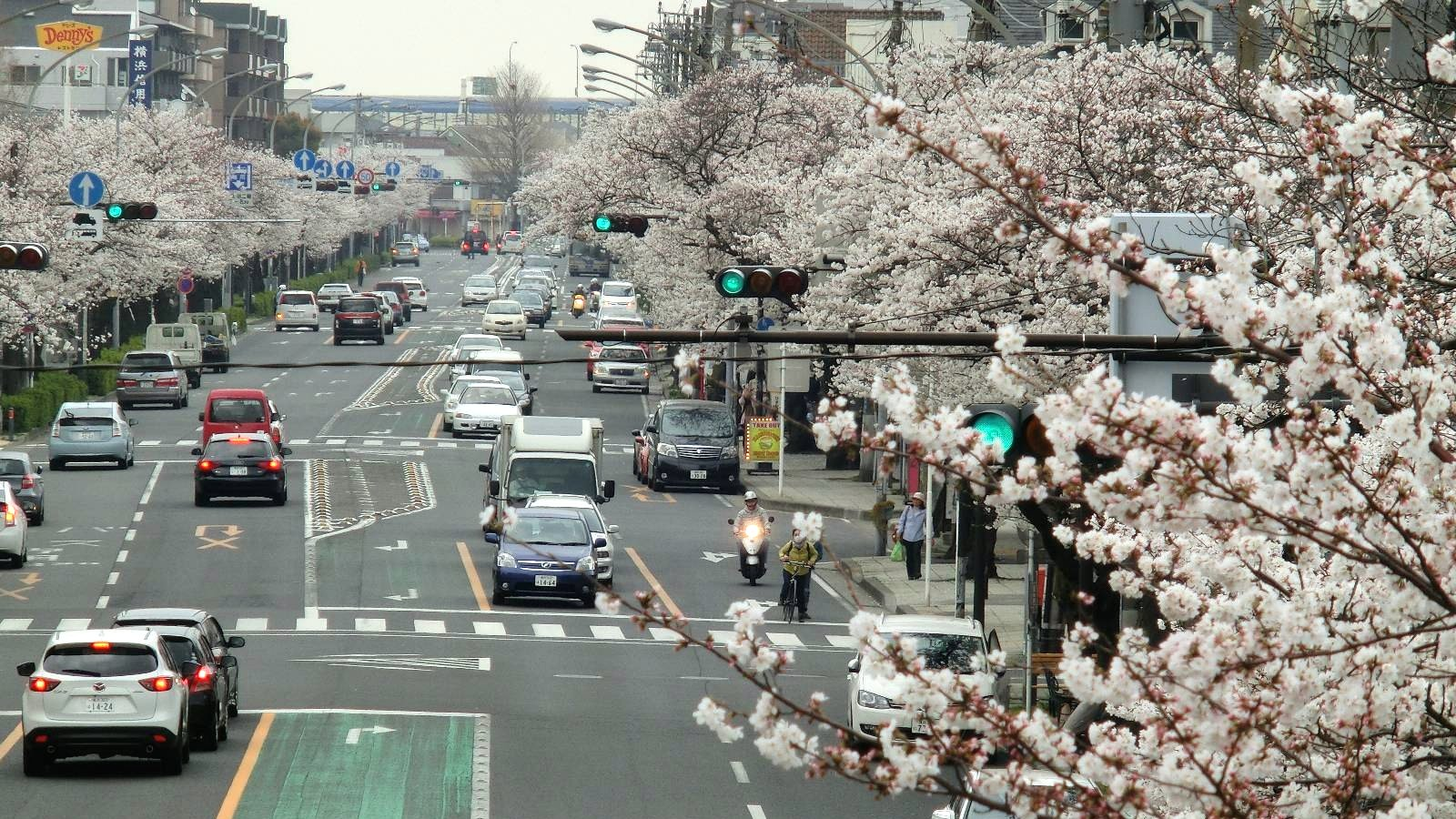
満開のソメイヨシノ（横浜市中区、本牧通り）
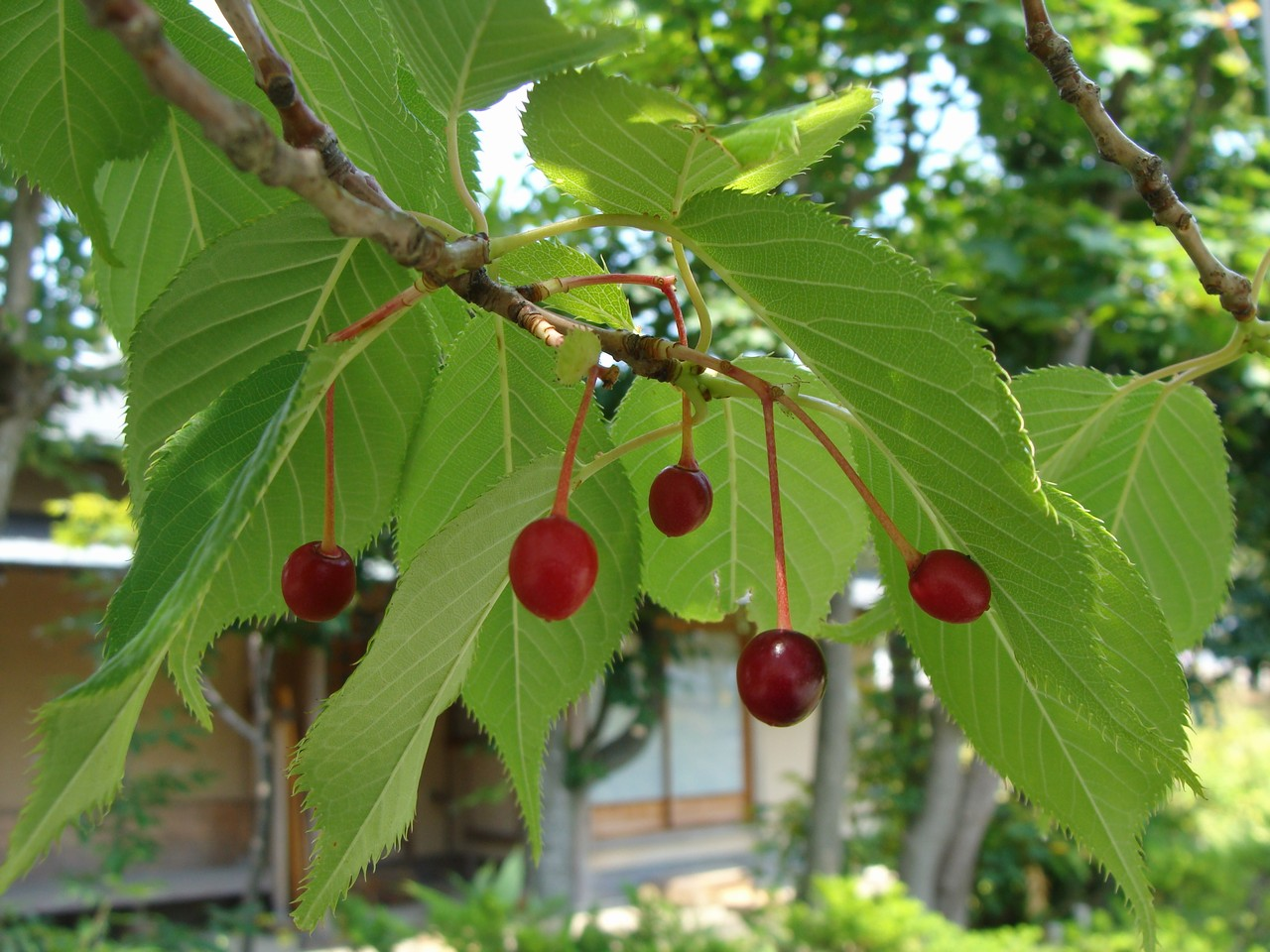
熟すほどに赤黒くなる果実
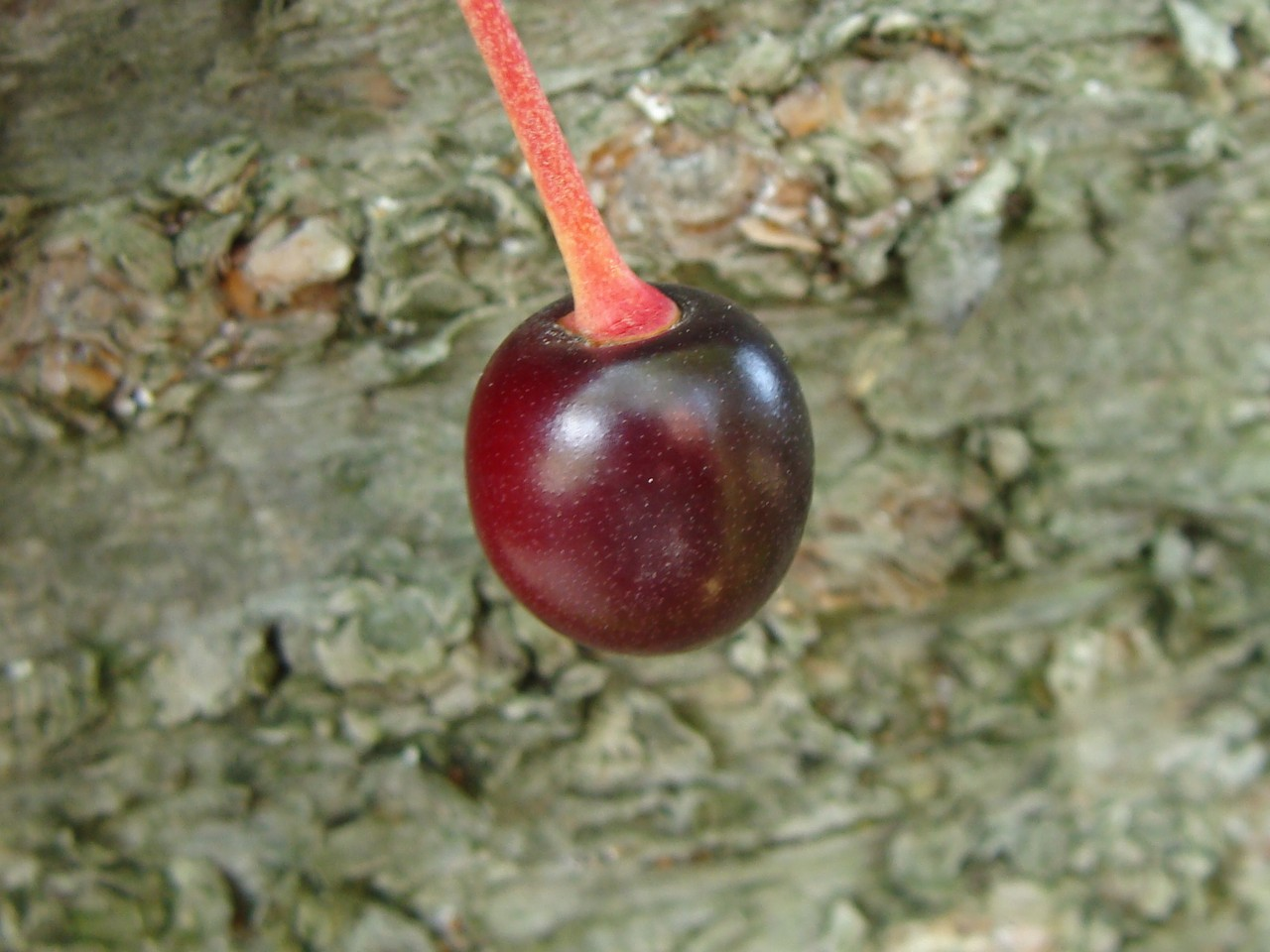
ソメイヨシノの果肉は酸味と苦味があり食用には向かない
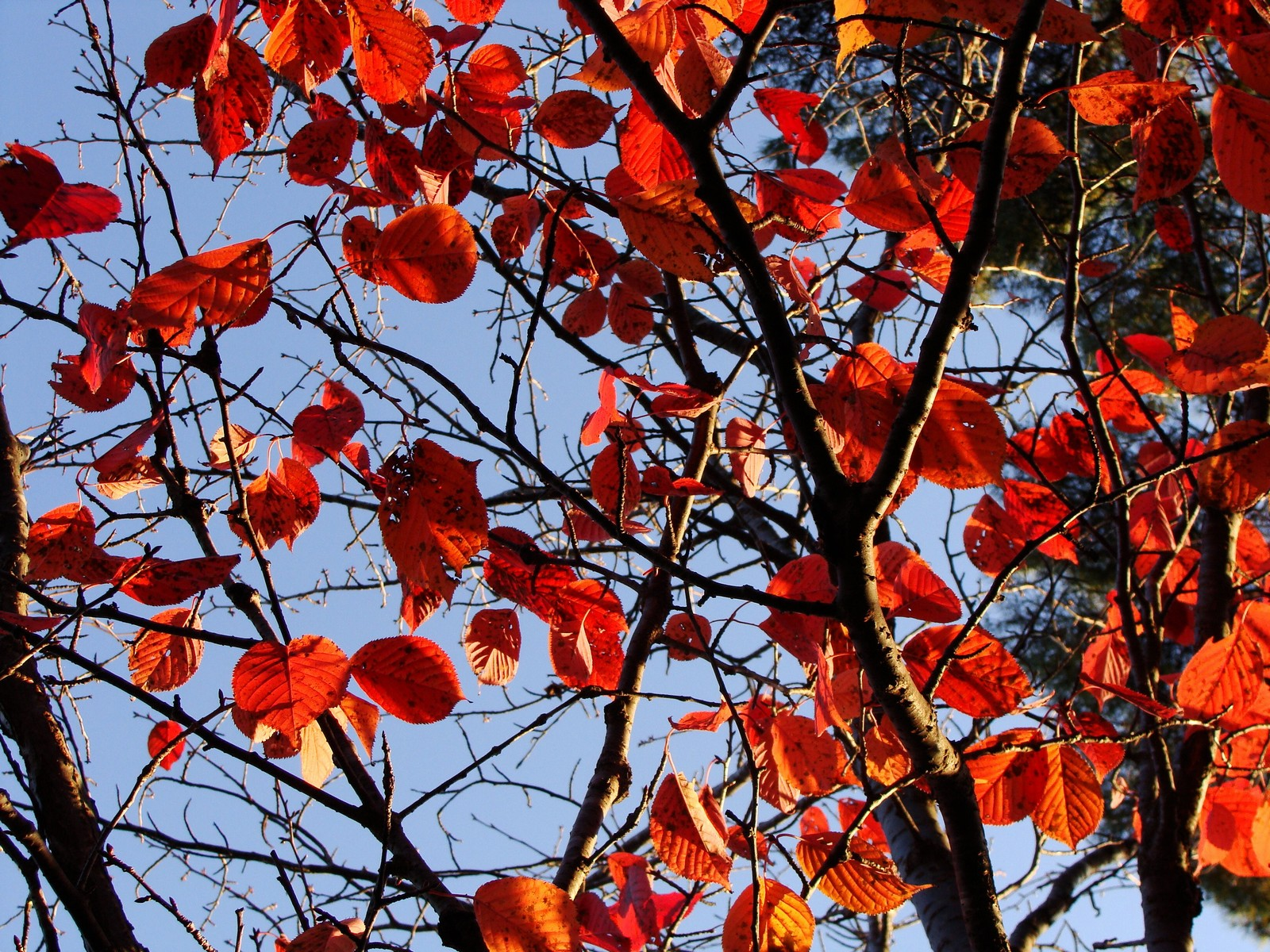
ソメイヨシノの紅葉